# Őrtilos
Őrtilos je vas na Madžarskem, ki upravno spada pod podregijo Csurgói Šomodske županije.